# Prix de la langue Johann-Wiedemann
Le Prix Ferdinand Johann-Wiedemann (estonien : Ferdinand Johann Wiedemanni keeleauhind) est une récompense donnée pour des mérites exceptionnels dans la recherche, l'enseignement, la promotion ou l'utilisation de la langue estonienne.

## Histoire
Le prix est créé en 1989 par l'état estonien, en hommage au linguiste Ferdinand Johann Wiedemann (1805-1887), auteur d'un dictionnaire estonien-allemand et d'une grammaire estonienne. Il est d'un montant de 500 000 couronnes, 31 956 euros depuis 2011 .

## Récipiendaires du prix
Depuis 1989, les récipiendaires sont:
- 1989 – Henn Saari
- 1990 – Hella Keem, Erich Raiet
- 1991 – Pent Nurmekund
- 1992 – Rein Kull, Valev Uibopuu
- 1993 – Rudolf Karelson, Uno Liivaku
- 1994 – Nikolai Baturin, Paul Saagpakk
- 1995 – Lennart Meri
- 1996 – Juhan Peegel
- 1997 – Eduard Leppik
- 1998 – Mari Must, Huno Rätsep
- 1999 – Tiiu Erelt, Uno Mereste
- 2000 – Ellen Uuspõld
- 2001 – Ülle Viks, Eduard Vääri
- 2002 – Valdek Pall
- 2003 – Mati Hint, Helju Vals
- 2004 – Viivi Maanso
- 2005 – Haldur Õim
- 2006 – Heldur Niit
- 2007 – Kristiina Ross
- 2008 – Mati Erelt
- 2009 – Ilse Lehiste
- 2010 – Ain Kaalep
- 2011 – Tiit-Rein Viitso
- 2012 – Mari Tarand
- 2013 – Valve-Liivi Kingisepp
- 2014 – Arvo Krikmann
- 2015 – Leelo Tungal
- 2016 – Uno Laur
- 2017 – Marja Kallasmaa